# روبرت وود (عالم نفس)
روبرت وود (بالإنجليزية: Robert Wood)‏ هو عالم نفس بريطاني، ولد في 10 مارس 1941.